# Kołpaczek oliwkowy

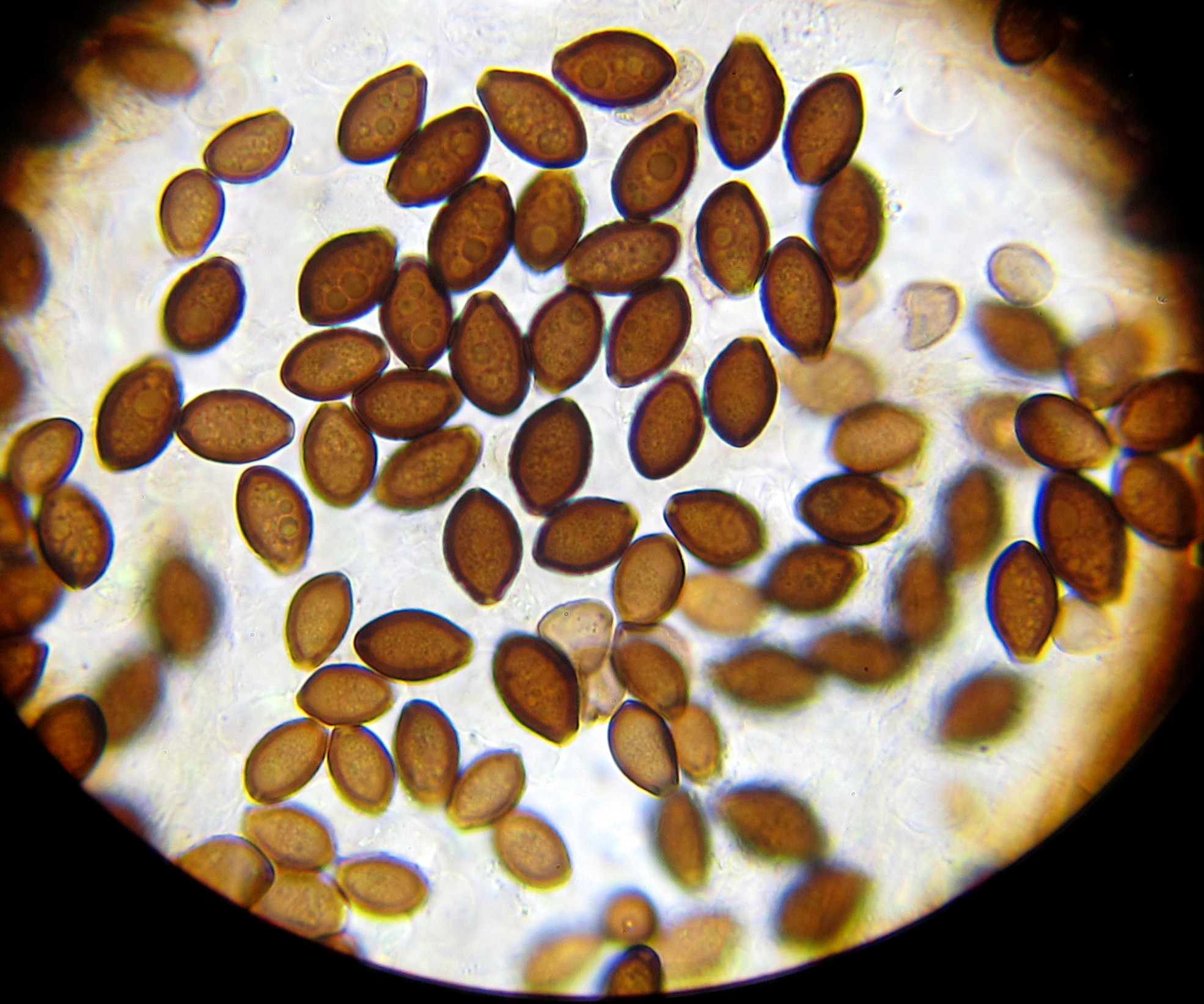
Zarodniki

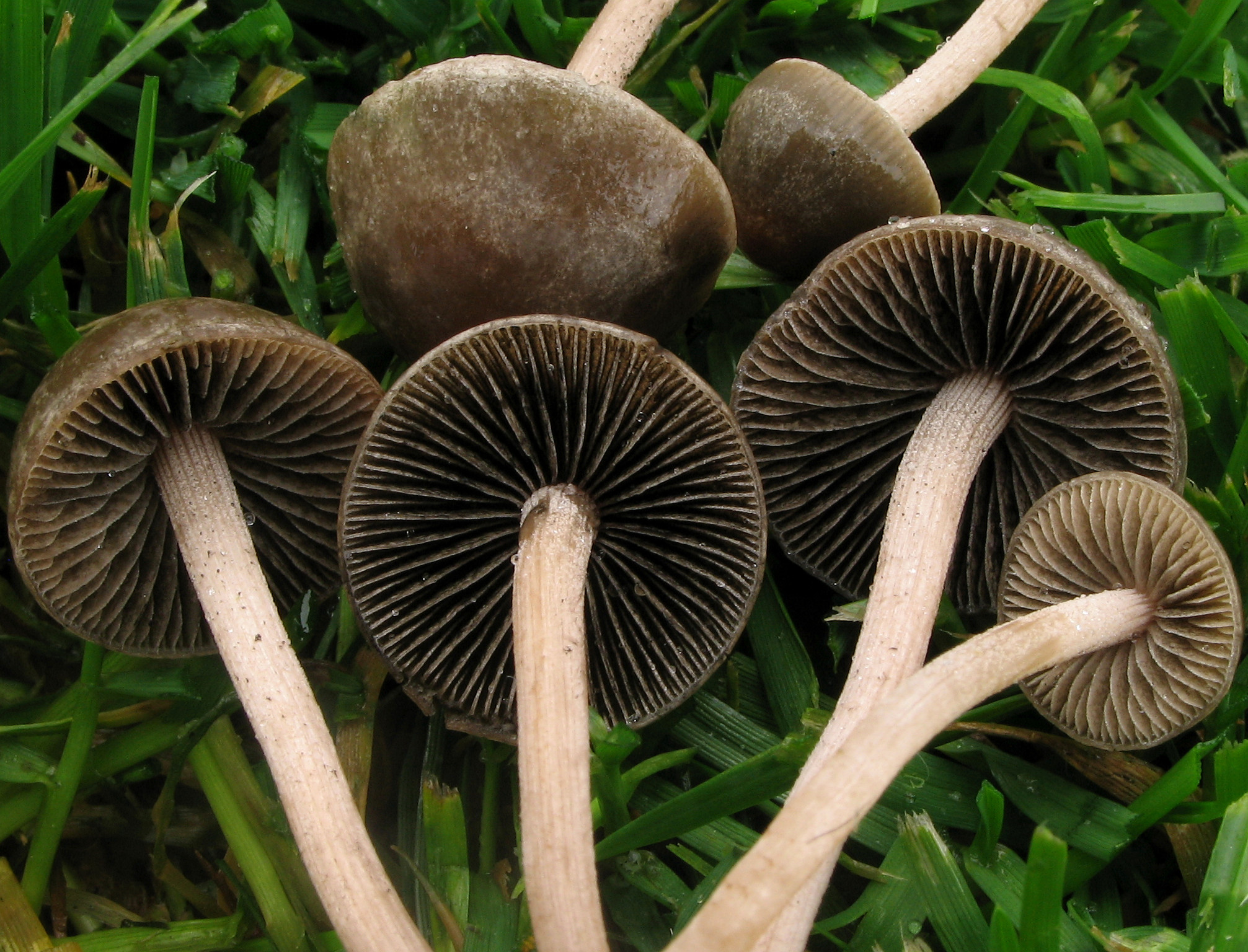

Kołpaczek oliwkowy (Panaeolus olivaceus F.H. Møller) – gatunek grzybów należący do rzędu pieczarkowców (Agaricales).

## Systematyka i nazewnictwo
Pozycja w klasyfikacji według Index Fungorum: Galeropsidaceae, Agaricales, Agaricomycetidae, Agaricomycetes, Agaricomycotina, Basidiomycota, Fungi.
Polską nazwę zarekomendował Władysław Wojewoda w 2003 r.

## Morfologia
Kapelusz
Średnica 1–3(4) cm. Początkowo dzwonkowaty, następnie półkulisty do wypukłego, w młodym wieku staje się szeroko stożkowy, nie w pełni rozszerzający się. Jest higrofaniczny; w stanie świeżym ciemnodymnoszarawy do ciemnocynamonowego, w stanie suchym słomkowożółty lub lekko oliwkowoszary, bardziej czerwonobrązowy w kierunku środka. Brzeg podwinięty, powierzchnia gładka, miąższ gruby i jędrny.
Hymenofor
Blaszkowy, blaszki przyrośnięte, dość gęste, cienkie, blade, cętkowane, lekko oliwkowozielone, z wiekiem stają się ciemnofioletowe, szaro-czarne. Ostrza białawe.
Trzon
Wysokość 4–7,5 cm, grubość 3-4, rzadko do 6 mm, lekko zwężający się u nasady, pusty, łamliwy. Powierzchnia oprószona i lekko prążkowana, bez pozostałości zasnówki, szarawa do ochrowej, u podstawy brązowa lub fioletowa.
Cechy mikroskopowe
Podstawki 24–28 × 10–12 µm. Cheilocystydy liczne, (20)24–30(38) × (5)7–10 µm, z tępymi wierzchołkami i często wygiętymi szyjkami, cienkościenne i szkliste. Pleurocystydy rzadkie lub nieobecne, nie wystające poza płaszczyznę podstawek. Zarodniki czarne, lekko szorstkie, 12–15(17) × 7–8,5(10) µm, eliptyczne, pomarszczone lub brodawkowate.
Gatunki podobne
Często jest mylony z kołpaczkiem szorstkozarodnikowym Panaeolina foenisecii. Odróżnia się od niego czarnym wysypem zarodników i ciemniejszymi blaszkami w stanie dojrzałym oraz nieco grubszym trzonem. Jeszcze łatwiej można go pomylić z kołpaczkiem ciemnoszarym Panaeolus fimicola, od którego różni się lekko szorstkimi zarodnikami.

## Występowanie i siedlisko
W Europie podano liczne stanowiska kołpaczka oliwkowego. Jego zasięg ciągnie się od Portugalii po archipelag Svalbard na Morzu Arktycznym. Podano jego stanowiska także w Ameryce Północnej i Środkowej, w Australii i na Nowej Zelandii. W piśmiennictwie naukowym na terenie Polski do 2003 r. podano tylko jedno stanowisko, w późniejszych latach podano kilka następnych. Według W. Wojewody jest bardzo rzadki. Najbardziej aktualne stanowiska podaje internetowy atlas grzybów. Znajduje się w nim na liście gatunków zagrożonych i wartych objęcia ochroną.
Grzyb naziemny, saprotrof występujący w lasach.

## Znaczenie
Grzyb psychoaktywny, zawierający halucynogenną psylocybinę.